# 芬利鎮區 (堪薩斯州第開特縣)
芬利鎮區（英語：Finley Township）為美國堪薩斯州第開特縣轄下的鎮區。2010年美国人口普查中此鎮區人口有49人。

## 地理
芬利鎮區涵蓋總面積為92.5平方（35.73平方英里），其中陸地面積為92.5平方（35.73平方英里），水域面積為0平方（0.00平方英里）或0.00%。海拔高度841（2,759英尺）。

## 人口統計
根據2010年美國人口普查，芬利鎮區人口有49人，其中男性有27人，女性有22人，人口密度為每平方公里0.53人，住房計27戶。鎮區內的白人有49人，非裔美國人有0人，美洲原住民有0人，亞裔美國人有0人，太平洋島裔美國人有0人，其他種族有0人，混血種族則有0人。此外鎮區內有0人為西班牙裔或拉丁裔美國人。此鎮區之年齡中位數為37.5歲，而男性年齡中位數為44.5歲，女性年齡中位數為35.0歲。